# Lancia Hyena
Lancia Hyena es un prototipo de automóvil de la marca italiana Lancia presentado en el año de 1992 en el Salón del Automóvil de Bruselas y desarrollado por Pablo Koot y Zagato sobre la base del Lancia Delta Integrale. 

## Características
El Integrale base Hiena fue una iniciativa del restaurador de coches clásicos, coleccionista e importador de Lancia en Holanda Pablo Koot, en colaboración con Zagato. El Hyena fue diseñado en 1990 por Marco Pedracini (quien trabajaba para Zagato), y presentado en el Salón del Automóvil de Bruselas en enero de 1992. El Hyena se basó en la estructura de Delta Integrale floorpan, pero modificado para lucir una carrocería coupé de 2 puertas.

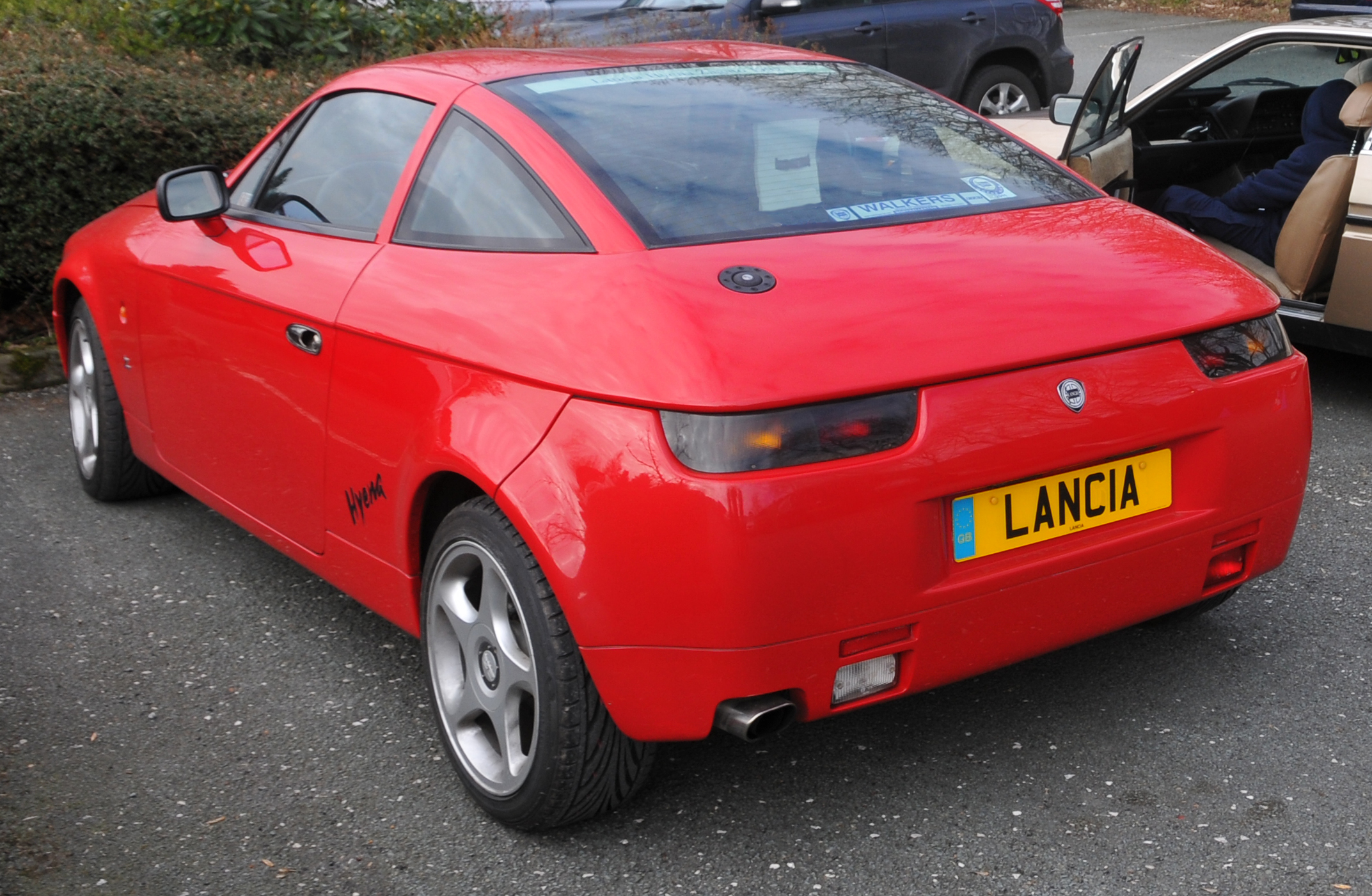
Vista posterior

Los Delta Integrale se desmontaban en Holanda y luego eran enviados a Zagato en Italia para que el nuevo cuerpo de aleación de la carrocería fuese instalado en su montaje final. Todo esto hizo que el Hyena fueran muy caros de construir, ascendiendo el precio final (incluyendo la compra del Delta Integrale) a alrededor de $ 75.000. El Hyena pesaba alrededor de 200 kilogramos (440 libras) menos que el Integrale original, contaba con 250 CV (184 kW), y podía acelerar de 0 - 100 km en 5,4 segundos. Sólo se construyeron 24 hienas entre 1992 y 1996, que quedaron distribuidas en los siguientes países :
- Bélgica: 1
- Francia: 1
- Alemania: 4
- Holanda: 2
- Italia: 2
- Japón: 10
- Suiza: 1
- Reino Unido: 3